# Daniel Henric Söderberg
Daniel Henric Söderberg (1750 – 1781), fue un botánico, explorador sueco.
El 26 de junio de 1771 realizó la defensa de su tesis, con una disertación Pandora Et Flora Rybyensis

## Abreviatura en botánica
- La abreviatura «Söderb. o Soderb.» se emplea para indicar a Daniel Henric Söderberg como autoridad en la descripción y clasificación científica de los vegetales.[2]